# Saint-Barthélemy-Lestra
Saint-Barthélemy-Lestra är en kommun i departementet Loire i regionen Auvergne-Rhône-Alpes i centrala Frankrike. Kommunen ligger i kantonen Feurs som tillhör arrondissementet Montbrison. År 2022 hade Saint-Barthélemy-Lestra 675 invånare.

## Befolkningsutveckling
Antalet invånare i kommunen Saint-Barthélemy-Lestra
| Referens: INSEE |